# Comité para la Protección de los Periodistas
El Comité para la Protección de los Periodistas (en inglés: Committee to Protect Journalists), también conocida como CPJ por sus siglas en inglés, es una organización independiente y sin fines de lucro con sede en la ciudad de Nueva York, Estados Unidos, que promueve la libertad de prensa y los derechos de los periodistas a nivel mundial. El American Journalism Review ha caracterizado a la organización como La Cruz Roja del Periodismo. Desde finales de la década de 1980, la organización ha estado publicando un censo anual de periodistas asesinados o encarcelados en relación con su trabajo.

## Historia
El Comité para la Protección de los Periodistas fue fundado en 1981 en respuesta al hostigamiento del periodista paraguayo Alcibiades González Delvalle, y en general, de todos los periodistas por parte de gobiernos autoritarios. 
Su presidente honorario fundador fue Walter Cronkite. 
Desde 1991, ha celebrado la cena anual de los Premios Internacionales a la Libertad de Prensa del CPJ, durante la cual se otorgan premios a periodistas y defensores de la libertad de prensa que han sufrido golpizas, amenazas, intimidación y prisión por informar sobre las noticias.

## Operaciones
El CPJ organiza vigorosas protestas públicas y trabaja a través de canales diplomáticos para promover el cambio. La organización publica artículos, comunicados de prensa, reportes especiales, una revista bianual llamada Dangerous Assignments (lit. Trabajos Peligrosos) y un estudio anual mundial sobre la libertad de prensa llamado Ataques a la Prensa.

El CPJ también entrega los Premios a la Libertad de Prensa Internacional, los cuales honran a los periodistas y abogados por la libertad que han sido golpeados, amenazados, intimidados, y encarcelados por informar sobre las noticias.
El CPJ publica una lista anual con todos los periodistas que han muerto cumpliendo su deber alrededor del mundo. Desde 1992, el primer año en que se publicó la lista del CPJ, 850 periodistas han muerto. Los números de la organización por lo general son más bajos que otros reportes similares como los de Reporteros Sin Fronteras o la Federación Internacional de Periodistas debido a los parámetros y el proceso de confirmación establecidos por el CPJ. También publican un censo de los periodistas encarcelados en forma anual.
El CPJ es un miembro fundador del International Freedom of Expression Exchange (IFEX), una red de más de 70 organizaciones no gubernamentales que supervisan las violaciones a la libertad de expresión alrededor del mundo y defienden a los periodistas, escritores y otros que son perseguidos por ejercer su derecho a la libertad de expresión. 
A partir de 2020 la organización publica un "Índice de Impunidad" anual de países en los que los periodistas son asesinados y los asesinos no son procesados.

## Directores
El actual director ejecutivo del CPJ es el periodista Joel Simon, quién asumió el cargo en julio de 2006 luego de haber sido vicedirector desde 2000. Su predecesor fue la experimentada corresponsal extranjera Ann Cooper, quien fue directora ejecutiva entre 1998 y 2006.
La junta directiva del CPJ ha incluido importantes periodistas internacionales como Christiane Amanpour, Tom Brokaw, Anne Garrels, Charlayne Hunter-Gault, Gwen Ifill, Jane Kramer, Anthony Lewis, Dave Marsh, Kati Marton, Michael Massing, Victor Navasky, Andres Oppenheimer, Clarence Page, Norman Pearlstine, Dan Rather, John Seigenthaler, y Mark Whitaker.